# Нево (гора)
Гора Нево́ или Небо́, гора Моисе́я (ивр. הַר נְבוֹ‎, Har Nevo; араб. جَبَل نيبو‎, Jabal Nibu), — гора на западе Иордании, к востоку от северной оконечности Мёртвого моря, в 7 км от города Мадабы. Высота — 817 м над уровнем моря.
Согласно Второзаконию, с этой горы Господь показал Моисею всю Землю обетованную: «И взошёл Моисей с равнин Моавитских на гору Нево, на вершину Фасги, что против Иерихона, и показал ему Господь всю землю Галаад до самого Дана…» (Втор. 34:1).
На вершине горы находится «Мемориал Моисея» — согласно Библии, он «погребён на долине в земле Моавитской против Беф-Фегора, и никто не знает [места] погребения его даже до сего дня.» (Втор. 34:6), а это где-то поблизости.
На вершине горы сохранились древние мозаичные панно, остатки первой церкви, построенной в конце IV века с целью отметить место кончины Моисея, и остатки византийского монастыря IV—VI веков. Всё это находится под попечением ордена францисканцев.